# رواتبهاتا
رواتبهاتا (به انگلیسی: Rawatbhata) یک منطقهٔ مسکونی در هند است که در بخش چیتورگره واقع شده‌است. رواتبهاتا ۲۱٫۵۳ کیلومتر مربع مساحت و ۳۷٬۷۰۱ نفر جمعیت دارد و ۳۲۵ متر بالاتر از سطح دریا واقع شده‌است.